# Учредителен конгрес на Народната федеративна партия (българска секция)
Учредителният конгрес на Народната федеративна партия (българска секция), българска политическа партия в Османската империя, се провежда през август 1909 година в Солун, главния град на Македония.

## История
Конгресът се провежда от 3 до 10 август 1909 година в кафене „Спледит Палас“ в Солун. На конгреса присъстват 33 представители от 15 организации:
| Делегати     | Делегати                                        |
| Селище       | Делегати                                        |
| ------------ | ----------------------------------------------- |
| Солун        | Христо Янков, Димитър Влахов                    |
| Горни Порой  | Христо Медникаров, Т. Клифов                    |
| Демирхисар   | Стойо Хаджиев, Илия Бижев                       |
| Мелник       | Яне Сандански, Георги Казепов                   |
| Неврокоп     | Стойко Пашкулев, Александър Божиков             |
| Горна Джумая | Димитър Кощанов, Г. Захариев                    |
| Малешево     | Герасим Огнянов                                 |
| Струмица     | Костадин Самарджиев – Джемото, Христо Чернопеев |
| Петрич       | Пандо Попманушев                                |
| Велес        | Методи Попгошев, Димитър Мирасчиев              |
| Тиквеш       | Добри Даскалов, Дончо Лазаров                   |
| Кукуш        | Иван Икилюлев, Никола Петров                    |
| Битоля       | Иван Манолев                                    |
| Скопие       | Йордан Шурков, Ф. Байрактаров                   |
| Разлог       | Георги Скрижовски, Иван Елезов                  |
| Сяр          | Атанас Спасов, Христо Стамболиев                |
| Драма        | Тодор Паница                                    |
| Одринско     | Ангел Попкиров                                  |
| Долни Порой  | Б. Христов                                      |
| Охрид        | Анастас Митрев                                  |

Конгресът приема програма и правилник на партията, които заедно с Декларацията на делегатите са публикувани под името „Решения на Учредителния конгрес на Народната федеративна партия (българска секция)“. В член № 1 на правилника е записано:
| „ | Члѣнъ на бълг. секция на Народната федеративна партия може да бѫде всѣки българинъ, отомански гражданинъ, навършилъ 20 години който възприема партийната програма и се числи къмъ една от мѣстнитѣ организации. | “ |

На заседанията са избрани 6 комисии, като в комисията за изработка на програмата участват Яне Сандански, Димитър Влахов, Христо Чернопеев, Димитър Кощанов и Илия Манолов. На тайно гласуване за председател на Централното бюро е избран Димитър Влахов, а за членове Анастас Матлиев и Христо Янков. В Партийния съвет освен членовете на Централното бюро влизат Александър Буйнов (от Мехомия), Добри Даскалов (от Тиквеш), Димитър Кощанов (от Горна Джумая), Яне Сандански (от Мелник), Христо Чернопеев (от Струмица) и Йордан Шурков (от Скопие). Влахов става редактор на партийния орган „Народна воля“.
Партията е обърната към икономически недоволните от всички народности в Османската империя. Тя се бори за създаване на условия за нормално развитие на производителните сили, укрепване на конституционния режим в страната и разширяване на свободите на гражданите, както и демократизиране на административната система. Основен пункт в програмата на партията е аграрната реформа – оземляване на безимотните и малоимотните селяни. Националните проблеми в страната трябва да се решат чрез областно самоуправление в една Източна федерация.